# Bisdom Fort Portal

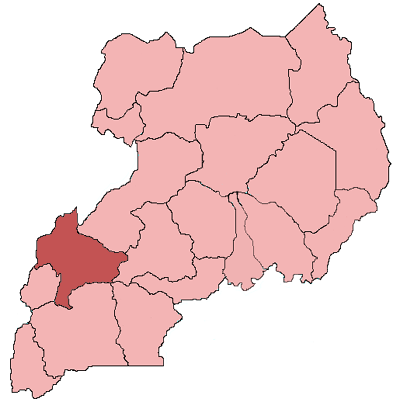
Het bisdom Fort Portal binnen Oeganda

Het bisdom Fort Portal (Latijn: Dioecesis Arcis Portal) is een rooms-katholiek bisdom met als zetel Fort Portal in het westen van Oeganda. Het is een suffragaan bisdom van het aartsbisdom Mbarara. De hoofdkerk is de Virikakathedraal van Onze-Lieve-Vrouw ter Sneeuw.
Het bisdom werd opgericht in 1961. De eerste bisschop was de Amerikaanse pater van de Congregatie van het Heilig Kruis Vincent Joseph McCauley.
In 2019 telde het bisdom 28 parochies. Het bisdom heeft een oppervlakte van 13.553 km². Het telde in 2019 2.794.000 inwoners waarvan 39,5% rooms-katholiek was. 

## Bisschoppen
- Vincent Joseph McCauley, C.S.C. (1961-1972)
- Serapio Bwemi Magambo (1972-1991)
- Paul Lokiru Kalanda (1991-2003)
- Robert Muhiirwa (2003-)